# ل
‎（阿拉伯语：‎）是阿拉伯字母中的第23個字母，屬於太陽字母。

## 概要

### 字源
源於腓尼基字母𐤋，與希伯來字母「ל」、希臘字母的「Λ」、拉丁字母的「L」和西里爾字母的「Л」同源。

### 讀音
在現代標準阿拉伯語中發音為齒齦邊近音/l/。

### 字體變化
依據字母在詞語位置的不同，其書寫形式也會有所變化：
| 在词语中的位置：        | 独立 | 尾部 | 中部 | 首部 |
| ----------------------- | ---- | ---- | ---- | ---- |
| 誊抄体： （显示异常？） | ل‎    | ـل‎   | ـلـ‎  | لـ‎   |
| 波斯体： （显示异常？） | ل‬    | ـل‬   | ـلـ‬  | لـ‬   |

另外如果接在「ا」前方則會形成合字「لا」。
| 在词语中的位置：        | 独立 | 尾部 | 中部 | 首部 |
| ----------------------- | ---- | ---- | ---- | ---- |
| 誊抄体： （显示异常？） | لا‎   | ـلا‎  | ـلاـ‎ | لاـ‎  |
| 波斯体： （显示异常？） | لا‬   | ـلا‬  | ـلاـ‬ | لاـ‬  |